# Ultrasonic
Die Ultrasonic AG ist eine in Deutschland ansässige Holding-Gesellschaft des chinesischen Schuhherstelles Ultrasonic (chinesisch 索力, Pinyin Suǒ lì).
Das Unternehmen ist Teil einer Serie von Börsengängen chinesischer Unternehmen an der Börse Frankfurt, die infolge unseriöser Geschäftspraktiken die Anleger enttäuschten.

## Geschichte
Im Dezember 2011 erfolgte der Börsengang der Ultrasonic AG an der Börse Frankfurt, das Unternehmen wurde in Prime Standard notiert. Ziel des Börsenganges war es, die Emissionserlöse in die bestehende Produktion der Ultrasonic zu investieren.
Mitte September 2014 verschwanden plötzlich die beiden Vorstände Qingyong Wu (CEO) und Minghong Wu (COO), kurz zuvor wurden die liquiden Mittel des Unternehmens auf firmenfremde Konten überwiesen. Einen Monat zuvor hatte das Unternehmen einen Kredit über 60 Millionen US-Dollar aufgenommen und vollständig abgerufen. An liquiden Mitteln verblieb lediglich ein sechsstelliger Eurobetrag bei der deutschen Holding AG. Beide Vorstände wurden daraufhin vom Aufsichtsrat abberufen.
Im März 2015 stellte das Unternehmen einen Antrag auf Insolvenz.